# Trofeo Auld Alliance
El Trofeo Auld Alliance (Auld Alliance Trophy en inglés) es un torneo de rugby disputado entre las selecciones de Escocia y la de Francia.
Se pone en juego en el partido disputado entre ambos en el Torneo de las Seis Naciones.
Fue creada en 2018, en conmemoración de los 100 años de la finalización de la Primera Guerra Mundial, y en homenaje a Eric Milroy y Marcel Burgun (ambos fallecidos en la guerra), capitanes de Escocia y Francia respectivamente en el último encuentro antes de la guerra en 1913.
Su primera edición fue el año 2018, su primer campeón fue Escocia al vencer 32 a 26 en el Estadio Murrayfield de Edimburgo.

## Ediciones
| Edición | Año  | Estadio             | Resultado | Ganador |
| ------- | ---- | ------------------- | --------- | ------- |
| I       | 2018 | Estadio Murrayfield | 32-26     | Escocia |
| II      | 2019 | Stade de France     | 27-10     | Francia |
| III     | 2020 | Estadio Murrayfield | 28-17     | Escocia |
| IV      | 2021 | Stade de France     | 27-23     | Escocia |
| V       | 2022 | Estadio Murrayfield | 17-36     | Francia |
| VI      | 2023 | Stade de France     | 32-21     | Francia |
| VII     | 2024 | Estadio Murrayfield | 16-20     | Francia |
| VIII    | 2025 | Stade de France     | 35-16     | Francia |

## Palmarés
| Francia | 5 Trofeos |
| Escocia | 3 Trofeos |

Nota: El trofeo 2025 es el último torneo considerado